# Villebois
Villebois zijn 2 gemeentes ; 1 in het Franse departement Ain (regio Auvergne-Rhône-Alpes) en een onder Angoulême in het departement 16. De plaats maakt deel uit van het arrondissement Belley.
Villebois is ook de merknaam van kwaliteits sauvignon blanc wijnen afkomstig uit de Franse koninklijke Loire streek.
De naam refereert aan de familienaam van een van de eigenaren, die tot in de vroege middeleeuwen teruggaat naar het dorpje Villebois en het naburige Mareuil in het 16 departement.

## Geografie
De oppervlakte van Villebois bedraagt 14,4 km², de bevolkingsdichtheid is 73,3 inwoners per km².
De onderstaande kaart toont de ligging van Villebois met de belangrijkste infrastructuur en aangrenzende gemeenten.

## Demografie
Onderstaande figuur toont het verloop van het inwonertal (bron: INSEE-tellingen).
Vanwege een beveiligingsprobleem met de MediaWiki Graph-software is het momenteel niet mogelijk deze grafiek weer te geven. Zodra de software is bijgewerkt zal de grafiek vanzelf weer zichtbaar worden.
1. ↑  Populations de référence 2022.